# Bad Kreuznach
Bad Kreuznach (do 1924 Kreuznach) – uzdrowiskowe miasto powiatowe w zachodnich Niemczech, w kraju związkowym Nadrenia-Palatynat, siedziba powiatu Bad Kreuznach, gmin związkowych Bad Kreuznach oraz Bad Münster am Stein-Ebernburg.
Według danych z 2009 roku miasto zamieszkiwało 47 337 mieszkańców. Leży nad rzeką Nahe. W pobliżu miasta znajduje się region winiarski.
W mieście jest stacja kolejowa Bad Kreuznach.

## Historia
Miasto ma długą historię, sięgającą czasów antycznych – odkryto tutaj ruiny dużej rzymskiej willi-pałacu z III wieku. Przez następne stulecia dzieliło losy niespokojnego pogranicza niemiecko-francuskiego. W XVII wieku prężny ośrodek miejski został poważnie zniszczony przez wojska szwedzkie, francuskie i hiszpańskie w czasie wojny trzydziestoletniej – liczba mieszkańców spadła wówczas z 8 do 3,5 tys. W 1689 po raz kolejny miasto padło ofiarą działań wojennych w czasie wojny o Palatynat.
Na przełomie XVIII i XIX wieku przez kilkanaście lat tereny te przeszły w granice rewolucyjnej Francji, następnie Kongres wiedeński przyznał je Prusom, które włączyły je do prowincji reńskiej (Rheinprovinz). W granicach Prus miasto znajdowało się do zakończenia II wojny światowej, kiedy to znalazło się we francuskiej strefie okupacyjnej, po zdobyciu miasta przez Amerykanów, którzy stacjonowali w dawnych koszarach Wehrmachtu od początku lat 50. aż do 2001 roku. Obecnie koszary w większości przypadków stoją puste, część przebudowano na mieszkania lub biura. Specyficzną pamiątką jest synagoga miejska, znajdująca się w dawnej kaplicy wojskowej US Army.
1 lipca 2014 do miasta przyłączono miasto Bad Münster am Stein-Ebernburg, które stało się jego dzielnicą. Bad Kreuznach stało się zarazem siedzibą gminy związkowej Bad Münster am Stein-Ebernburg.

## Wybrane zabytki
- Römerhalle – muzeum prezentujące pozostałości po Rzymianach, m.in. dwie duże mozaiki z motywami handlowymi oraz walk gladiatorów,
- ruiny zamku Kauzenburg,
- pozostałości murów miejskich,
- most Alte Nahebrücke z XV wieku,
- kościół św. Pawła (Pauluskirche), w którym w 1843 roku ślub wziął Karol Marks,
- gotycki St. Nikolauskirche z XIII wieku,
- wieża, pozostałość po luterańskim Wilhelmskirche z końca XVII wieku,
- neogotycki kościół św. Krzyża (Heilig-Kreuz-Kirche) z lat 1895–1897, uszkodzony w 1945 roku,
- dom Johanna Georga Fausta z 1507 roku,
- dawny obszar dworski Bangert (Rittergut Bangert) z parkiem pałacowym i muzeami,
- Stare i Nowe miasto z kamieniczkami z okresów od średniowiecza do początku XX wieku,
- zabudowa uzdrowiskowa z przełomu XIX i XX wieku,
- zespoły koszar wojskowych z lat 30. XX wieku.

## Współpraca
Miejscowości partnerskie:
- Bourg-en-Bresse, Francja
- Neuruppin, Brandenburgia